# 瀬戸大橋ダービー
瀬戸大橋ダービー（せとおおはしダービー）は、岡山市、倉敷市、津山市を中心とする岡山県全県をホームタウンに持つファジアーノ岡山FCと高松市、丸亀市を中心とする香川県全県をホームタウンに持つカマタマーレ讃岐が対戦する試合の呼称である。

## 概要
岡山県と香川県は、古くより宇高航路を代表する瀬戸内海内の航路を通じた交益が盛んであった。
現在でも両県は民放の放送圏が共有されており、瀬戸大橋で繋がっている。なおかつ両県の県庁所在地である岡山市と高松市においては瀬戸大橋線によって直通化されており相互において通勤圏内とされている。そのため、これらを通じた両県の交流は歴史的背景を交えた生活の一部として民間にまで溶け込んでいる場合が多く、両都市における交流・情報のレスポンスは同一地域かと見まがうほどに非常に早いとされている。

## サッカーの瀬戸大橋ダービー
2014年に讃岐がJリーグディビジョン2（J2）に昇格して2009年からJ2に所属している岡山と同一リーグで対戦することになったのを受けて、6月3日「瀬戸大橋ダービー」が行われることが発表された。
2014年8月31日の試合では、アウェー側の岡山が応援ツアーを企画。JR瀬戸大橋線の臨時団体列車で瀬戸大橋を渡り、丸亀に乗り込むというものであった。
2019年度は讃岐がJ3に所属するため、両チームの対戦は無い。

### ホームスタジアム
| チーム名         | スタジアム名 （命名権名称）                              | 収容人員 | スタジアム画像 |
| ---------------- | -------------------------------------------------------- | -------- | -------------- |
| ファジアーノ岡山 | 岡山県総合グラウンド陸上競技場 （JFE晴れの国スタジアム） | 20,000人 | Cスタ          |
| カマタマーレ讃岐 | 香川県立丸亀競技場 （Pikaraスタジアム）                  | 22,338人 | 丸亀           |

### 対戦成績
- 岡山：4勝（2分）讃岐：4勝

| 年                                                  | 開催日  | 時期 | 時期   | 会場     | ホーム | 得点  | アウェー | 観客数 | 出典 |
| --------------------------------------------------- | ------- | ---- | ------ | -------- | ------ | ----- | -------- | ------ | ---- |
| 2014年                                              | 7月5日  | J2   | 第21節 | カンスタ | 岡山   | 2 - 2 | 讃岐     | 12,359 |      |
| 2014年                                              | 8月31日 | J2   | 第29節 | 丸亀     | 讃岐   | 2 - 1 | 岡山     | 7,722  |      |
| 2015年                                              | 5月31日 | J2   | 第16節 | 丸亀     | 讃岐   | 0 - 1 | 岡山     | 6,556  |      |
| 2015年                                              | 11月1日 | J2   | 第39節 | Cスタ    | 岡山   | 1 - 2 | 讃岐     | 9,436  |      |
| 2016年                                              | 6月26日 | J2   | 第20節 | ピカスタ | 讃岐   | 0 - 1 | 岡山     | 6,716  |      |
| 2016年                                              | 8月14日 | J2   | 第29節 | Cスタ    | 岡山   | 3 - 1 | 讃岐     | 12,233 |      |
| 2017年                                              | 4月16日 | J2   | 第8節  | ピカスタ | 讃岐   | 1 - 1 | 岡山     | 6,872  |      |
| 2017年                                              | 9月23日 | J2   | 第34節 | Cスタ    | 岡山   | 0 - 1 | 讃岐     | 10,578 |      |
| 2018年                                              | 6月23日 | J2   | 第20節 | ピカスタ | 讃岐   | 1 - 0 | 岡山     | 5,668  |      |
| 2018年                                              | 8月5日  | J2   | 第27節 | Cスタ    | 岡山   | 3 - 0 | 讃岐     | 10,594 |      |
| 2019年 - は、岡山がJ2、讃岐がJ3所属のため開催なし。 |         |      |        |          |        |       |          |        |      |

## バスケの瀬戸大橋ダービー
2023年に香川がBリーグ3部（B3）に降格し、2019年からB3に所属している岡山と同一リーグで対戦することになったのを受けて、2024年2月に「瀬戸大橋ダービー」が行われることが発表された。なお、香川はかつてジップアリーナ岡山でのホームゲーム開催実績がある（2007年、2008年にプレシーズンゲーム、2016年3月19日・20日の公式戦vs金沢）。また、香川のホームゲームが丸亀市民体育館でも開催される際、隣接するPikaraスタジアムでカマタマーレ讃岐が同じ日にホームゲーム開催となると、試合時間が重複しないよう調整がされた。

### ホームアリーナ
| チーム名             | アリーナ名 （命名権名称）                         | 収容人員 | アリーナ画像               |
| -------------------- | ------------------------------------------------- | -------- | -------------------------- |
| トライフープ岡山     | 岡山県総合グラウンド体育館 （ジップアリーナ岡山） | 5,084人  | 岡山県総合グラウンド体育館 |
| 香川ファイブアローズ | 高松市総合体育館                                  | 5,000人  |                            |

### 対戦成績
- 岡山：0勝 香川：6勝

| 年          | 開催日         | 会場    | 会場   | ホーム | 得点  | アウェー | 観客数 | 出典 |
| ----------- | -------------- | ------- | ------ | ------ | ----- | -------- | ------ | ---- |
| 2023-24(B3) | 2024年2月19日  | 第19節① | ジップ | 岡山   | 65-77 | 香川     | 2,965  |      |
| 2023-24(B3) | 2024年2月20日  | 第19節② | ジップ | 岡山   | 71-96 | 香川     | 2,134  |      |
| 2023-24(B3) | 2024年3月23日  | 第24節① | 丸亀   | 香川   | 76-69 | 岡山     | 1,631  |      |
| 2023-24(B3) | 2024年3月24日  | 第24節② | 丸亀   | 香川   | 80-72 | 岡山     | 1,714  |      |
| 2024-25(B3) | 2024年10月19日 | 第4節①  | 高松   | 香川   | 96-59 | 岡山     | 1,259  |      |
| 2024-25(B3) | 2024年10月20日 | 第4節②  | 高松   | 香川   | 86-55 | 岡山     | 1,561  |      |